# Firma (formație)
Firma a fost o formație românească de rock alternativ, practicând un fusion de rock, trip hop și blues, cu influențe din jazz și funk. Este considerată un pioner al rockului alternativ din România.

## Istorie
Povestea începe în liceul Spiru Haret, București. După 3 ani de liceu, Lix și Rocca, colegi de clasă, află că amândoi fac muzică. Cei doi pun la cale un proiect ce de-a lungul timpului poartă diferite titulaturi. În primăvara lui 2001, proiectul capătă denumirea Firma și se completează prin venirea lui Robert Lama, a lui Erhan și a lui Sorin Burcaș.
La puțin timp de la înființare, Rocca și Lix scriu scenariul pentru clipul piesei La orbire și îl regizează. Piesa este imediat introdusă în heavy-rotation pe Atomic TV și MTV, ajungând pe locul 1 în topul românesc al MTV-ului în numai 2 săptămâni. Urmează o serie de concerte în cele mai cunoscute cluburi bucureștene cum ar fi Fire, Union Jack sau Club A.
Firma își continuă drumul, concertând în Buzău (Top T) și în Iași. Reacțiile pozitive ale presei și ale oamenilor din industria muzicală românească îi conving pe artiști să-și finalizeze albumul de debut. Astfel, la sfârșitul lui 2002, Firma renunță la concerte și termină albumul La Orbire, avându-l pe Rocca producător muzical.
Cei cinci și-au petrecut aproape întregul an 2002 în studioul de înregistrări, creând un album care le-a adus un contract record în 2003. Curând după semnarea contractului, trupei Firma i s-a alăturat o altă forță creativă importantă a showbiz-ului românesc, Andreea Păduraru, care le-a regizat două dintre videoclipurile lor: Nimeni și Important.
După aproape trei ani de pauză, anul 2007 înseamnă revenirea trupei Firma. MediaPro Music este casa de discuri unde Rocca & Co lansează, în luna noiembrie în Music Club din București, albumul Exit, un material mai elaborat, cu un sound matur și foarte așteptat pe piața muzicală din România. Baby Is Crying este primul extras pe single, iar regia clipului piesei poartă semnatura aceluiași Rocca, impreună cu Bogdan Popoiag.
După nominalizările la MTV European Music Awards 2004 la categoria ”Best Romanian Act” din 2004 și MTV Romanian Music Awards pentru ”Best Rock Band” din 2005, Firma devine prima trupă românească nominalizată la o secțiune internațională. Aceasta se intitulează New Sounds of Europe și este găzduită de MTV EMA 2007, eveniment ce are loc în data de 1 noiembrie 2007 la München, Germania. Firma a reușit să ajungă printre cele trei finaliste ale categoriei, devansând alți 15 artiști printre care și Sunrise Avenue (Finlanda) și The Klaxons (Marea Britanie).
Datorită apariției la acest eveniment, Firma s-a bucurat de aprecierile unor artiști precum Wyclef Jean, Snoop sau Foo Fighters. Peste puțin timp, Firma a reușit o performanță remarcabila, devenind prima formație româneasca care a intrat în playlist-ul cunoscutului post muzical VH1 Europe, cu videoclipul piesei Baby is crying, primul extras pe single de pe albumul Exit.
În octombrie 2014, după 7 ani de absență, trupa Firma a revenit pe scena muzicală cu un nou album, intitulat Descântece.

## Discografie

### Albume
- 2003: La orbire (CD/MC, Intercont Music)
- 2007: Exit (CD, MediaPro Music)
- 2014: Descântece - Vol. I (digital download, Free Space Records)
- 2017: Descântece - Vol. II (digital download, Free Space Records)
- 2018: Poezii Alese, Vol. I
- 2022: Desteptarea Primaverii

### Videoclipuri
- 2001: „La orbire”
- 2003: „Nimeni”
- 2005: „Important”
- 2006: „Te paște”
- 2007: „Baby Is Crying”
- 2018: Doar Nebunii Iubesc